# Synargis mycone
Synargis mycone is een vlindersoort uit de familie van de prachtvlinders (Riodinidae), onderfamilie Riodininae.
Synargis mycone werd in 1865 beschreven door Hewitson.